# Réserve provinciale Laguna Azul
La réserve provinciale Laguna Azul est une réserve naturelle (en espagnol : Reserva Geológica Laguna Azul) située dans la province de Santa Cruz en Patagonie argentine à 56 km au sud-ouest de Río Gallegos. La réglementation de son aire protégée n'est pas clairement définie et est sujette à conflit.
La Laguna Azul est en fait un petit lac de cratère de 56 m de profondeur et 560 m de diamètre. La datation situe le site au milieu de l'ère de l'Holocène. Les sédiments présents sur les lieux sont favorables à l'étude des changements climatiques. 